# Champlecy
Champlecy – miejscowość i gmina we Francji, w regionie Burgundia-Franche-Comté, w departamencie Saona i Loara.
Według danych na rok 1990 gminę zamieszkiwało 219 osób, a gęstość zaludnienia wynosiła 10 osób/km² (wśród 2044 gmin Burgundii Champlecy plasuje się na 693. miejscu pod względem liczby ludności, natomiast pod względem powierzchni na miejscu 380.).